# Championnat de Roumanie de football 2021-2022
Navigation
Édition précédente Édition suivante
La saison 2021-2022 du championnat de Roumanie de football est la 104e édition de la première division roumaine.
Dans un premier temps les seize équipes s'affrontent au sein d'une poule unique, où chaque club rencontre tous ses adversaires deux fois, à domicile et à l'extérieur, pour un total de 28 matchs chacun. À l'issue de cette première phase, la compétition est divisée en deux : les six meilleures équipes étant placées au sein de la poule pour le titre, où est déterminé le vainqueur du championnat ainsi que les qualifications européennes, tandis que les dix derniers intègrent le groupe pour la relégation, servant à déterminer les clubs relégués. Les équipes du premier groupe se rencontrent à nouveau deux fois tandis que celles du deuxième groupe s'affrontent une seule fois, pour un total respectif de 10 et 9 matchs chacun. À l'issue de la deuxième phase, le vainqueur du groupe pour le titre est sacré champion de Roumanie tandis que les deux derniers du groupe pour la relégation sont directement relégués en deuxième division et remplacés par les deux premiers de cette dernière compétition.
Trois places européennes sont attribuées par le biais du championnat en début de saison : le premier du championnat se qualifiant pour le premier tour de qualification de la Ligue des champions 2022-2023 tandis que le deuxième et le vainqueur des barrages obtiennent une place pour le deuxième tour de qualification de la Ligue Europa Conférence 2022-2023. Une autre place pour la Ligue Europa Conférence est attribuée par le biais de la Coupe de Roumanie 2021-2022. Si le vainqueur de cette dernière compétition est déjà qualifié en coupe d'Europe par un autre biais, sa place est alors réattribuée au quatrième du championnat.

## Participants
Légende des couleurs
- Premier tour de qualification de la Ligue des champions 2021-2022
- Deuxième tour de qualification de la Ligue Europa Conférence 2021-2022
- Promu de deuxième division

| Club                  | Présent depuis | Classement 2020-2021 | Stade                              | Capacité théorique |
| --------------------- | -------------- | -------------------- | ---------------------------------- | ------------------ |
| CFR Cluj              | 2004           | 1                    | Stade Docteur-Constantin-Rădulescu | 23 500             |
| FCSB                  | 1947           | 2                    | Arena Națională                    | 55 634             |
| Universitatea Craiova | 2014           | 3                    | Stade Ion-Oblemenco                | 30 929             |
| Sepsi Sfântu Gheorghe | 2017           | 4                    | Stade Silviu-Ploeșteanu            | 8 800              |
| Academica Clinceni    | 2018           | 5                    | Stade Clinceni                     | 2 800              |
| FC Botoșani           | 2013           | 6                    | Stade municipal de Botoșani        | 7 782              |
| Chindia Târgoviște    | 2018           | 7                    | Stade Ilie Oană                    | 15 073             |
| Gaz Metan Mediaș      | 2016           | 8                    | Stade Gaz Metan                    | 7 814              |
| UTA Arad              | 2020           | 9                    | Stade Francisc von Neuman          | 8 500              |
| Farul Constanța       | 2012           | 10                   | Stade Viitorul                     | 4 554              |
| Argeș Pitești         | 2020           | 11                   | Stade Nicolae Dobrin               | 15 600             |
| Dinamo Bucarest       | 1948           | 12                   | Stade Dinamo                       | 15 032             |
| FC Voluntari          | 2015           | 13                   | Stade Anghel-Iordănescu            | 4 600              |
| FC U Craiova 1948     | 2021           | 1er (D2)             | Stade Ion-Oblemenco                | 30 929             |
| Rapid Bucarest        | 2021           | 4e (D2)              | Rapid Arena                        | 14 050             |
| CS Mioveni            | 2021           | 3e (D2)              | Stadionul Orășenesc                | 10 000             |

## Déroulement de la saison
Avant la saison, le Fotbal Club Viitorul Constanța annonce sa fusion avec le Farul Constanta qui prend sa place en première division à partir de cette saison.
Avec la promotion du FC U Craiova 1948 et la présence du CS Universitatea Craiova, on retrouve en première division deux clubs qui se réclament comme successeur du Fotbal Club Universitatea Craiova dissout en 2014.
Le  CS Universitatea Craiova remporte la Supercoupe contre CFR Cluj, aux tirs au but.

## Règlement
Le classement est établi suivant le barème de points classique, une victoire valant trois points, un match nul un seul et une défaite aucun.
En cas d'égalité de points, les équipes concernées sont dans un premier temps départagées sur la base de résultats en confrontations directes (points, différence de buts et nombre de buts marqués), suivi de la différence générale et enfin du nombre de buts marqués.
Lors de la deuxième phase, en cas d'égalité de points, les points sans arrondis à la suite de la division par deux entre les deux phases sont le premier critère de départage.

## Phase régulière

### Classement
| Rang | Équipe                     | Pts   | J  | G  | N  | P  | Bp | Bc | Diff |
| ---- | -------------------------- | ----- | -- | -- | -- | -- | -- | -- | ---- |
| 1    | CFR Cluj T                 | 76    | 30 | 24 | 4  | 2  | 48 | 16 | +32  |
| 2    | FCSB                       | 62    | 30 | 18 | 8  | 4  | 54 | 28 | +26  |
| 3    | CS Universitatea Craiova S | 54    | 30 | 16 | 6  | 8  | 55 | 29 | +26  |
| 4    | Argeș Pitești              | 48    | 30 | 14 | 6  | 10 | 28 | 22 | +6   |
| 5    | Farul Constanța            | 48    | 30 | 14 | 6  | 10 | 42 | 21 | +21  |
| 6    | FC Voluntari               | 47    | 30 | 13 | 8  | 9  | 31 | 27 | +4   |
| 7    | FC Botosani                | 46    | 30 | 11 | 13 | 6  | 33 | 28 | +5   |
| 8    | UTA Arad                   | 40    | 30 | 9  | 13 | 8  | 24 | 20 | +4   |
| 9    | Rapid Bucarest P           | 40    | 30 | 9  | 13 | 8  | 34 | 31 | +3   |
| 10   | Sepsi Sfântu Gheorghe      | 39    | 30 | 9  | 12 | 9  | 33 | 29 | +4   |
| 11   | Chindia Târgoviște         | 35    | 30 | 8  | 11 | 11 | 23 | 23 | 0    |
| 12   | FC U Craiova 1948 P        | 33    | 30 | 8  | 9  | 13 | 31 | 35 | -4   |
| 13   | CS Mioveni P               | 29    | 30 | 6  | 11 | 13 | 19 | 36 | -17  |
| 14   | Dinamo Bucarest            | 17    | 30 | 4  | 5  | 21 | 24 | 66 | -42  |
| 15   | Academica Clinceni         | 14    | 30 | 3  | 5  | 22 | 21 | 64 | -43  |
| 16   | Gaz Metan Mediaș           | 10-14 | 30 | 6  | 6  | 18 | 21 | 46 | -25  |

Qualifications
- 1er au 6e : qualification pour le groupe championnat
- 7e au 16e : qualification pour le groupe relégation

Abréviations
- T : Tenant du titre
- C : Vainqueur de la Coupe de Roumanie
- S : Vainqueur de la Supercoupe de Roumanie 2021
- P : Promu de deuxième division

### Résultats
| Résultats (▼dom., ►ext.)                                   | CFR | FCS | VOL | BOT | FAR | UCV | RAP | ARG | SPS | UTA | MIO | CHI | GAZ | FCU | DIN | ACA |
| CFR Cluj                                                   |     | 4-1 | 1-0 | 1-1 | 1-0 | 1-0 | 2-1 | 1-0 | 2-0 | 0-0 | 1-0 | 1-0 | 2-1 | 3-2 | 4-1 | 2-0 |
| FCSB                                                       | 3-3 |     | 1-0 | 3-1 | 0-2 | 4-1 | 3-1 | 2-1 | 1-1 | 2-1 | 3-0 | 3-2 | 2-1 | 2-2 | 6-0 | 3-2 |
| FC Voluntari                                               | 0-1 | 0-0 |     | 0-1 | 1-0 | 1-1 | 0-0 | 0-2 | 3-1 | 2-1 | 4-0 | 2-1 | 3-1 | 2-1 | 2-1 | 1-0 |
| FC Botosani                                                | 1-0 | 0-0 | 1-1 |     | 0-2 | 2-2 | 0-2 | 1-2 | 1-0 | 2-1 | 0-0 | 0-0 | 2-1 | 1-1 | 4-0 | 2-0 |
| Farul Constanța                                            | 0-2 | 0-1 | 3-0 | 2-0 |     | 1-0 | 2-0 | 0-1 | 1-0 | 0-0 | 2-1 | 0-1 | 2-0 | 3-2 | 3-0 | 5-0 |
| Universitatea Craiova                                      | 1-1 | 2-3 | 3-0 | 1-2 | 1-0 |     | 1-0 | 1-0 | 1-1 | 0-0 | 5-2 | 1-0 | 1-0 | 2-0 | 5-0 | 5-0 |
| Rapid Bucarest                                             | 2-0 | 1-0 | 0-1 | 1-1 | 0-0 | 1-2 |     | 2-0 | 1-1 | 1-1 | 1-1 | 1-0 | 1-2 | 0-0 | 1-1 | 1-0 |
| Argeș Pitești                                              | 0-1 | 1-0 | 0-0 | 0-1 | 2-1 | 3-2 | 0-1 |     | 1-1 | 0-1 | 1-0 | 0-0 | 1-2 | 1-0 | 2-1 | 1-0 |
| Sepsi Sfântu Gheorghe                                      | 0-2 | 0-0 | 1-2 | 1-1 | 1-0 | 3-1 | 2-2 | 0-2 |     | 0-0 | 1-2 | 0-0 | 2-0 | 2-1 | 4-1 | 2-0 |
| UTA Arad                                                   | 0-1 | 1-1 | 2-0 | 0-0 | 0-0 | 1-0 | 2-2 | 0-1 | 1-0 |     | 2-1 | 0-2 | 0-1 | 1-0 | 0-0 | 2-0 |
| CS Mioveni                                                 | 0-1 | 1-1 | 0-0 | 1-1 | 1-1 | 0-3 | 0-2 | 0-0 | 0-2 | 0-0 |     | 0-1 | 1-0 | 1-0 | 2-1 | 3-1 |
| Chindia Târgoviște                                         | 0-1 | 0-1 | 0-0 | 1-1 | 2-0 | 0-1 | 2-2 | 1-1 | 1-1 | 1-0 | 0-0 |     | 0-1 | 0-3 | 1-0 | 2-2 |
| Gaz Metan Mediaș                                           | 1-2 | 0-1 | 1-2 | 0-1 | 1-1 | 1-1 | 1-1 | 2-2 | 0-0 | 0-1 | 1-0 | 0-4 |     | 0-3 | 2-1 | 1-1 |
| FC U Craiova 1948                                          | 0-2 | 0-1 | 0-2 | 3-2 | 1-1 | 0-2 | 3-2 | 1-0 | 1-1 | 1-1 | 0-0 | 0-0 | 2-0 |     | 1-0 | 1-2 |
| Dinamo Bucarest                                            | 0-3 | 0-3 | 3-2 | 1-2 | 0-2 | 1-6 | 1-1 | 0-2 | 1-3 | 2-2 | 0-1 | 1-0 | 4-0 | 0-0 |     | 3-1 |
| Academica Clinceni                                         | 1-2 | 0-3 | 0-0 | 1-1 | 2-8 | 1-3 | 2-3 | 0-1 | 0-2 | 0-3 | 1-1 | 0-1 | 2-0 | 1-2 | 1-0 |     |
| - Victoire à domicile - Match nul - Victoire à l'extérieur |     |     |     |     |     |     |     |     |     |     |     |     |     |     |     |     |

## Deuxième phase
À l'issue de la première phase, les équipes sont divisées en deux groupes. Les six premiers au classement sont ainsi intégrés au groupe championnat, dans lequel sont déterminés le vainqueur de la compétition ainsi que la répartition des places européennes, tandis que les huit derniers sont placés dans le groupe relégation, qui sert à déterminer les équipes reléguées et les qualifiés pour les barrages européens.
Les équipes se rencontrent à nouveau à deux reprises, une fois à domicile et à l'extérieur, pour le groupe championnat, tandis que les équipes du groupe relégation s'affrontent une seule fois. Les règles de classification demeurent les mêmes.

### Groupe championnat
| Rang | Équipe                     | Pts | J  | G | N | P | Bp | Bc | Diff |
| ---- | -------------------------- | --- | -- | - | - | - | -- | -- | ---- |
| 1    | CFR Cluj T                 | 57  | 10 | 6 | 1 | 3 | 18 | 9  | +9   |
| 2    | FCSB                       | 56  | 10 | 8 | 1 | 1 | 24 | 7  | +17  |
| 3    | CS Universitatea Craiova S | 48  | 10 | 7 | 0 | 3 | 22 | 9  | +13  |
| 4    | FC Voluntari               | 35  | 10 | 3 | 2 | 5 | 9  | 14 | -5   |
| 5    | Farul Constanța            | 32  | 10 | 2 | 2 | 6 | 5  | 16 | -11  |
| 6    | Argeș Pitești              | 27  | 10 | 1 | 0 | 9 | 3  | 26 | -23  |

#### Résultats
| Résultats (▼dom., ►ext.)                                   | CFR | FCS | UCV | ARG | FAR | VOL |
| CFR Cluj                                                   |     | 0-1 | 2-1 | 2-0 | 1-0 | 3-1 |
| FCSB                                                       | 3-1 |     | 0-2 | 4-0 | 2-0 | 4-0 |
| Universitatea Craiova                                      | 3-2 | 0-1 |     | 3-0 | 4-1 | 1-0 |
| Argeș Pitești                                              | 0-6 | 2-3 | 0-4 |     | 0-2 | 0-1 |
| Farul Constanța                                            | 0-0 | 0-4 | 0-3 | 1-0 |     | 1-1 |
| FC Voluntari                                               | 0-1 | 2-2 | 3-1 | 0-1 | 1-0 |     |
| - Victoire à domicile - Match nul - Victoire à l'extérieur |     |     |     |     |     |     |

### Groupe relégation
| Rang | Équipe                          | Pts    | J | G | N | P | Bp | Bc | Diff |
| ---- | ------------------------------- | ------ | - | - | - | - | -- | -- | ---- |
| 7    | ACS Sepsi OSK Sfântu Gheorghe C | 42     | 9 | 7 | 1 | 1 | 21 | 4  | +17  |
| 8    | FC Botosani                     | 41     | 9 | 6 | 0 | 3 | 18 | 9  | +9   |
| 9    | Rapid Bucarest P                | 39     | 9 | 6 | 1 | 2 | 22 | 7  | +15  |
| 10   | FC U Craiova 1948 P             | 34     | 9 | 5 | 2 | 2 | 14 | 11 | +3   |
| 11   | UTA Arad                        | 33     | 9 | 4 | 1 | 4 | 10 | 6  | +4   |
| 12   | CS Mioveni P                    | 31     | 9 | 5 | 1 | 3 | 12 | 10 | +2   |
| 13   | Chindia Târgoviște              | 26     | 9 | 2 | 2 | 5 | 8  | 8  | 0    |
| 14   | Dinamo Bucarest                 | 23     | 9 | 4 | 2 | 3 | 14 | 11 | +3   |
| 15   | Academica Clinceni              | -11-18 | 9 | 0 | 0 | 9 | 4  | 32 | -28  |
| 16   | Gaz Metan Mediaș                | -38-42 | 9 | 1 | 0 | 8 | 6  | 31 | -25  |

#### Résultats
| Résultats (▼dom., ►ext.)                                   | BOT | UTA | RAP | SPS | CHI | FCU | MIO | DIN | ACA | GAZ |
| FC Botosani                                                |     | 1-0 |     | 0-1 |     | 2-1 |     | 2-3 |     | 5-0 |
| UTA Arad                                                   |     |     | 0-2 |     | 1-0 |     | 1-0 |     | 3-0 | 4-0 |
| Rapid Bucarest                                             | 3-0 |     |     | 1-0 |     | 2-3 |     | 3-1 |     | 8-0 |
| Sepsi Sfântu Gheorghe                                      |     | 1-0 |     |     | 2-1 |     | 3-1 |     | 6-0 | 3-1 |
| Chindia Târgoviște                                         | 1-2 |     | 0-0 |     |     | 0-0 |     | 0-2 |     | 3-0 |
| FC U Craiova 1948                                          |     | 1-0 |     | 0-5 |     |     | 1-1 |     | 4-0 |     |
| CS Mioveni                                                 | 0-2 |     | 3-2 |     | 1-0 |     |     | 2-0 |     |     |
| Dinamo Bucarest                                            |     | 1-1 |     | 0-0 |     | 1-2 |     |     | 5-1 |     |
| Academica Clinceni                                         | 0-4 |     | 0-1 |     | 0-3 |     | 0-2 |     |     |     |
| Gaz Metan Mediaș                                           |     |     |     |     |     | 0-2 | 1-2 | 0-1 | 4-3 |     |
| - Victoire à domicile - Match nul - Victoire à l'extérieur |     |     |     |     |     |     |     |     |     |     |

### Barrages européens
Les 7e et 8e devaient s'affronter en demi-finale mais l'ACS Sepsi OSK Sfântu Gheorghe, 7e, est déjà qualifié pour la Ligue Europa Conférence 2022-2023 en tant que vainqueur de la Coupe de Roumanie 2021-2022. Le 8e affronte donc directement  en finale des barrages le 3e pour une place en Ligue Europa Conférence 2022-2023. 
| Équipe 1                 | Résultat | Équipe 2    |
| ------------------------ | -------- | ----------- |
| CS Universitatea Craiova | 2 - 0    | FC Botosani |

Légende des couleurs
- Qualification pour le deuxième tour de qualification de la Ligue Europa Conférence 2022-2023.

### Barrages de relégation
Les 13e et 14e de première division affrontent les 3e et 4e de deuxième division.
| Équipe                    | Aller | Total                  | Retour | Équipe                  |
| ------------------------- | ----- | ---------------------- | ------ | ----------------------- |
| CS Concordia Chiajna (D2) | 2 - 1 | 2 - 2 (1 - 4 t. a. b.) | 0 - 1  | Chindia Târgoviște (D1) |
| Universitatea Cluj (D2)   | 2 - 0 | 3 - 1                  | 1 - 1  | Dinamo Bucarest (D1)    |

Légende des couleurs
- Le club se maintient en première division.
- Promotion en première division.
- Le club reste en deuxième division.
- Relégation en deuxième division.

## Bilan de la saison
| Championnat de Roumanie de football 2021-2022                        |                          |
| Champion                                                             | CFR Cluj (8e titre)      |
| Dauphin                                                              | FCSB                     |
| Coupes et trophées                                                   |                          |
| Vainqueur de la Coupe de Roumanie 2021-2022                          | Sepsi Sfântu Gheorghe    |
| Vainqueur de la Supercoupe de Roumanie 2021                          | CS Universitatea Craiova |
| Qualifications continentales                                         |                          |
| Ligue des champions 2022-2023                                        | CFR Cluj                 |
| Ligue Europa Conférence 2022-2023                                    | Sepsi Sfântu Gheorghe    |
| Ligue Europa Conférence 2022-2023                                    | FCSB                     |
| Ligue Europa Conférence 2022-2023                                    | CS Universitatea Craiova |
| Promotions et relégations                                            |                          |
| Promus en Championnat de Roumanie de football                        | Petrolul Ploiești        |
| Promus en Championnat de Roumanie de football                        | FC Hermannstadt          |
| Promus en Championnat de Roumanie de football                        | FC Universitatea Cluj    |
| Relégués en Championnat de Roumanie de football de deuxième division | Academica Clinceni       |
| Relégués en Championnat de Roumanie de football de deuxième division | Gaz Metan Mediaș         |
| Relégués en Championnat de Roumanie de football de deuxième division | Dinamo Bucarest          |